# 劉球
劉球（1392年—1443年），字廷振，號两溪，江西承宣布政使司吉安府安福縣人。明朝官員。

## 生平
永樂十九年（1421年）進士。授禮部主事。經胡濙推薦，侍經筵，參修《宣宗實錄》，改任翰林侍講。正統六年（1441年），上疏反對麓川之役，并指出瓦剌野心勃勃，終成禍患。正統八年（1443年），應詔上言，涉及麓川之失，得罪宦官王振，又經欽天監正彭德清挑撥，王振大怒，羅織罪名將劉球投入詔獄，并授意指揮馬順將其肢解而死。
劉球死後數年，瓦剌果然入寇，英宗不顧群臣反對，率軍親征，經土木之變後被俘，王振被殺。景帝憐惜劉球忠心，追贈翰林學士，謚忠湣，并在其家鄉立祠祭祀。《明史》有傳。
劉球擅長於《春秋三傳》之學。曾家居讀書十年，从學者甚多。鄒守益與父鄒賢，皆曾師從劉球。著有《兩溪文集》。

## 後世
劉球有二子劉鉞、劉釪，皆專心好學，躬耕養母。劉球獲得平反撫恤之後，兄弟二人方才參加科舉，先後中進士。劉鉞官至廣東參政，劉釪官至雲南按察使。

## 延伸阅读
[在维基数据编辑]
 《國朝獻徵錄·卷之十九》，出自焦竑《國朝獻徵錄》
 《明史卷一百六十二》，出自《明史》